# Sortilège
Sortilège – heavymetalowy zespół z Paryża, którego styl jest połączeniem Judas Priest i Iron Maiden. Przez wielu oceniany jako kultowy zespół francuskiej sceny metalowej. Grupa przestała istnieć w 1986.

## Życiorys
Zespół został utworzony w 1981 roku przez wokalistę Christiana Augustina, basistę Daniela Lappa, perkusistę Jeana-Philippe'a Dumonta oraz gitarzystów Stephane'a Dumonta i Didiera Demajeana. Początkowo zespół nazywał się Bloodwave.
Rok później jakość ich repertuaru i koncertów we Francji wzrosła, więc zostali zatrudnieni jako support na koncercie zespołu Def Leppard we Francji. Ponieważ żadna z francuskich wytwórni płytowych nie chciała podpisać z nimi kontraktu, udali się do holenderskiej wytwórni Rave-On Records. Kilka miesięcy później zespół nagrał swoją pierwszą EP zatytułowaną "Sortilège", która okazała się komercyjnym sukcesem. Dzięki temu grupa podpisała kontrakt z francuską wytwórnią Madrigal Records. Kilka miesięcy później grupa wyjechała do Niemiec w celu nagrania ich pierwszego albumu Métamorphose. Był to kolejny sukces, szczególnie we Francji i w Niemczech.
Dzięki sukcesowi Métamorphose, zespół grał na wielu międzynarodowych festiwalach i stał się popularny w Niemczech, Holandii, Szwajcarii, Belgii i Francji. Myśląc, że język utworów może wpłynąć negatywnie na międzynarodowe wyniki sprzedaży, grupa zdecydowała nagrać album Métamorphose po angielsku. Jednakże angielska wersja płyty sprzedawała się dobrze tylko w Japonii.
W 1986 grupa wydała swój ostatni album Larmes de Héros. Jak poprzednio album został nagrany w Niemczech. Jednocześnie została nagrana także wersja angielska, która ponownie sprzedawała się w niewielkich ilościach.
Zmęczeni brakiem wsparcia publicznego i trudnościami w stosunku do firm fonograficznych członkowie zespołu zadecydowali o rozwiązaniu grupy w 1986.

## Powiązania
Utwór "Le Cyclope De l'Etang", wydany w 1984 na albumie Métamorphose umieszczony został na składance Metal Warriors (wydanej przez Ebony Records).
Christian Augustin pojawił się gościnnie na albumie Furious Zoo zespołu Satan Jokers. Stephane Dumont pracuje jako inżynier dźwięku w Stanach Zjednoczonych. Didier Demajean jest dyrektorem firmy komputerowej. Jean-Philippe Dumont został zauważony dzięki próbie reaktywowania grupy Sortilège w na początku lat 2000.
Chuck Schuldiner, założyciel metalowej grupy Death, był kilkakrotnie fotografowany w T-Shircie Sortilège, raz też wspomniał o nich jako jego ulubionym zespole.

## Dyskografia
- 1983: Sortilège
- 1984: Métamorphose
- 1984: Live Breaking Sound Festival (bootleg)
- 1986: Larmes de Héros

## Członkowie
- Christian Augustin (Zouille) – wokal
- Stéphane Dumont (L'Anguille) – gitara prowadząca
- Didier Demajean (Dem) – gitara rytmiczna
- Daniel Lapp (Lapin) – gitara basowa
- Bob Dumont (Snake) – perkusja